# Max Niedermaier
Max Niedermaier sen. (* 19. August 1951 in Unterach) ist ein deutscher Eisspeedwayfahrer und Eisspeedway-Team-Weltmeister von 1983.

## Karriere
Niedermaier begann seine Karriere in den 1970er Jahren und war zwischen 1979 und 1986 regelmäßig Eisspeedway-WM-Finalist in der Einzel- und Mannschafts-Weltmeisterschaft. Sein größter Erfolg jedoch war der Gewinn der Eisspeedway-Team-WM 1983 im Horst-Dohm-Eisstadion von Berlin-Wilmersdorf gemeinsam mit Helmut Weber und Gunther Brandt. vor den Mannschaften aus Schweden und der UdSSR.

## Erfolge

### Einzel
- Regelmäßiger WM-Teilnehmer zwischen 1979 und 1986

### Team
- Team-Weltmeister: 1983

## Persönliches
Sein Sohn Max Niedermaier jun. (* 23. März 1988) ist seit 2006 erfolgreich in seine Fußstapfen getreten und war bereits mehrmals Teilnehmer an der Eisspeedway-Team-WM und im Eisspeedway-WM Grand Prix. Er errang bislang 2 Bronze-Medaillen in der Eisspeedway-Team-WM sowie eine Bronzemedaille in der Eisspeedway-Europameisterschaft.